# Gamla Varvsparken

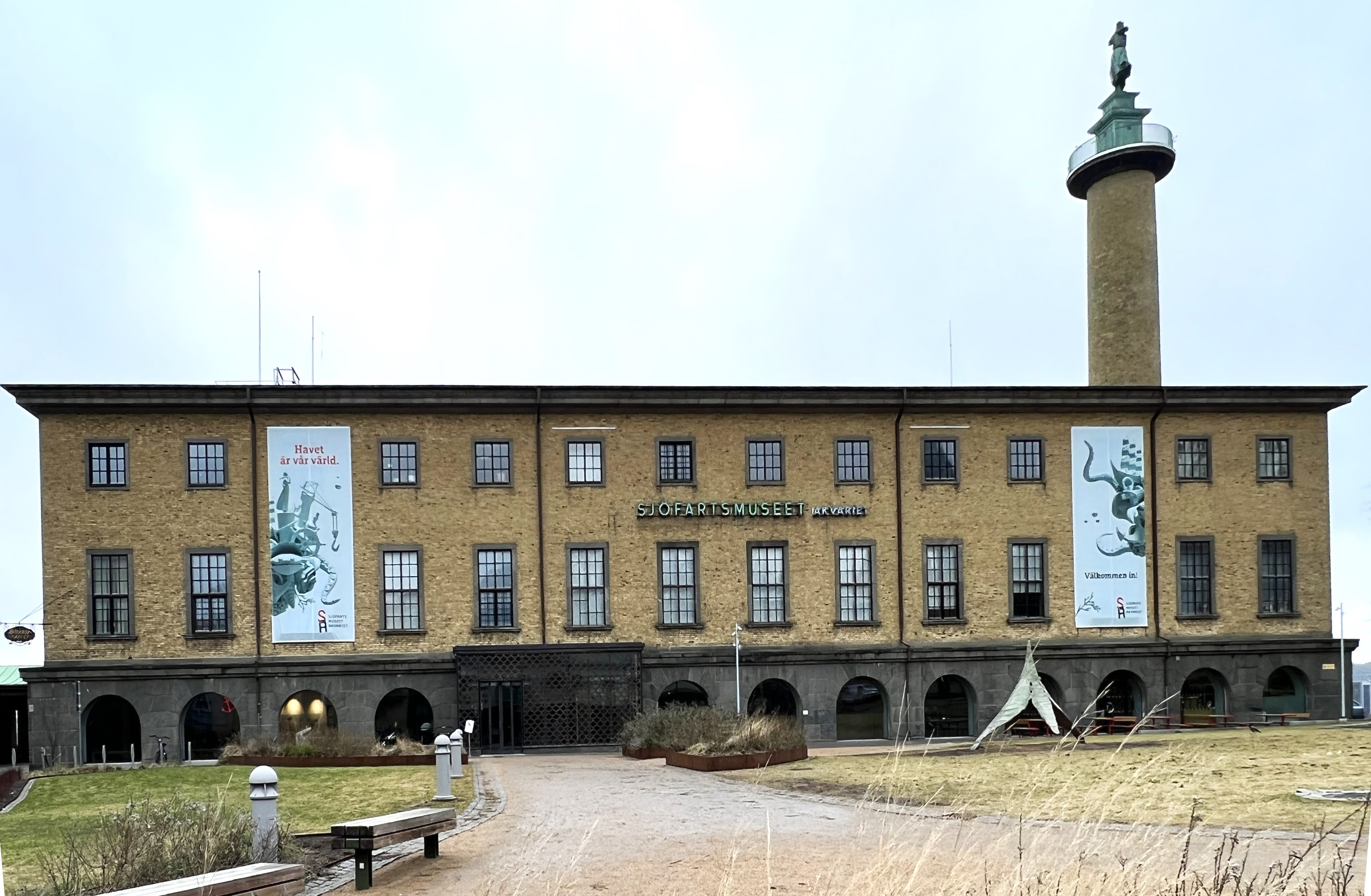
Sjöfartsmuseet Akvariet och Gamla Varvsparken 2023, efter en omfattande renovering 2018-2022.

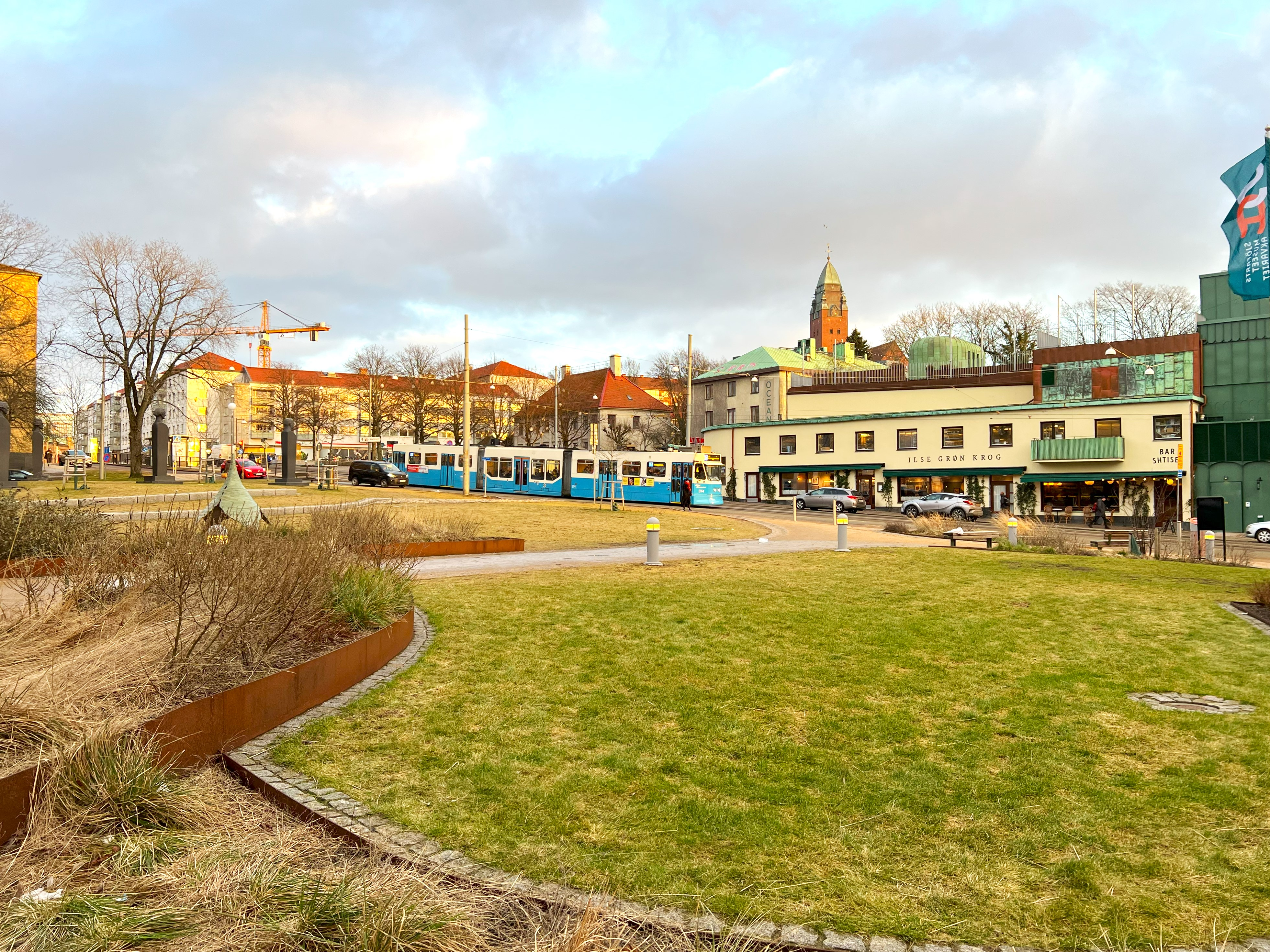
Gamla varvsparken, i bakgrunden löper Karl Johansgatan, 2023.

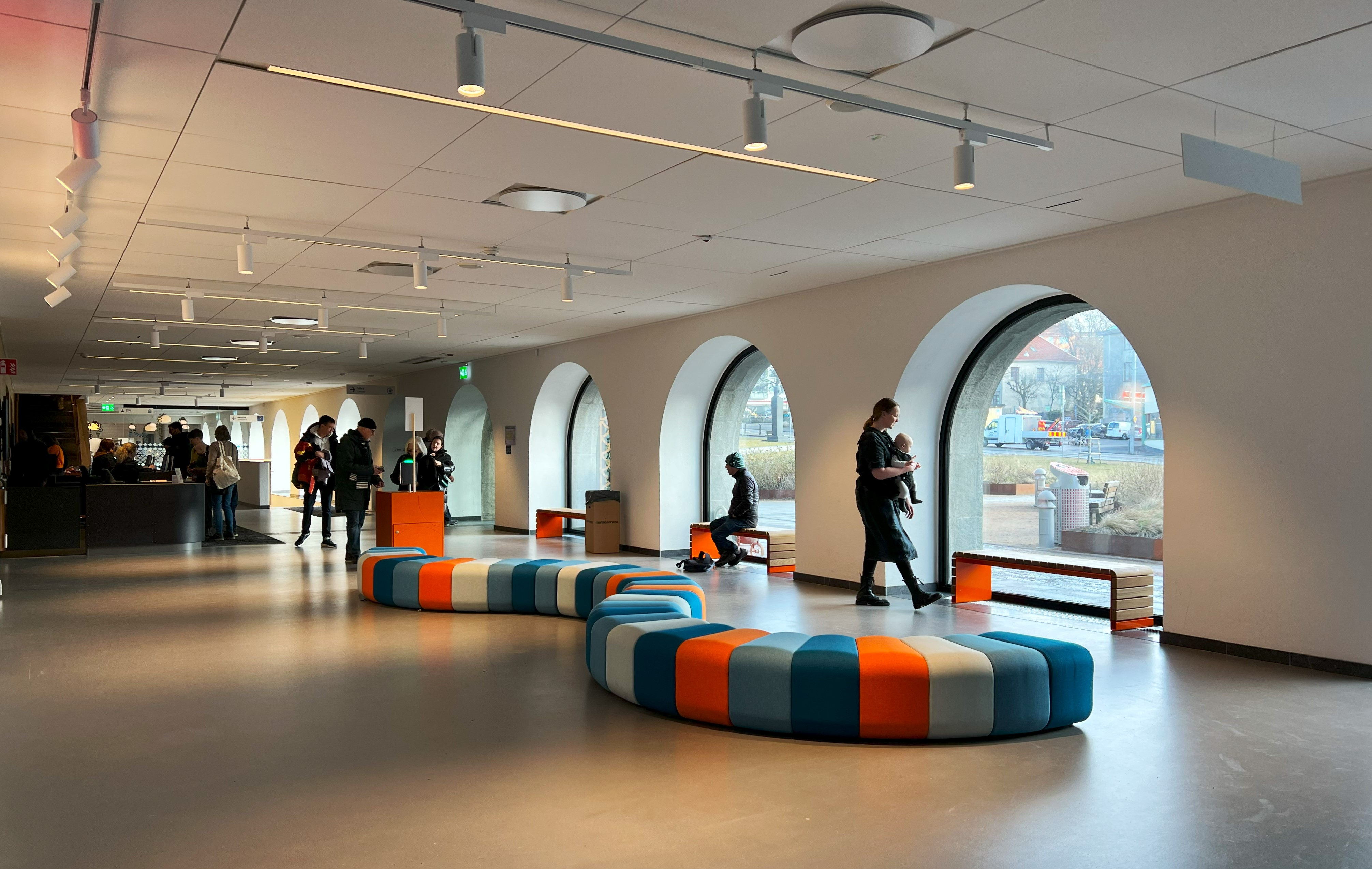
Sjöfartsmuseets nybyggda entré mot Gamla varvsparken och Karl Johansgatan, 2023.

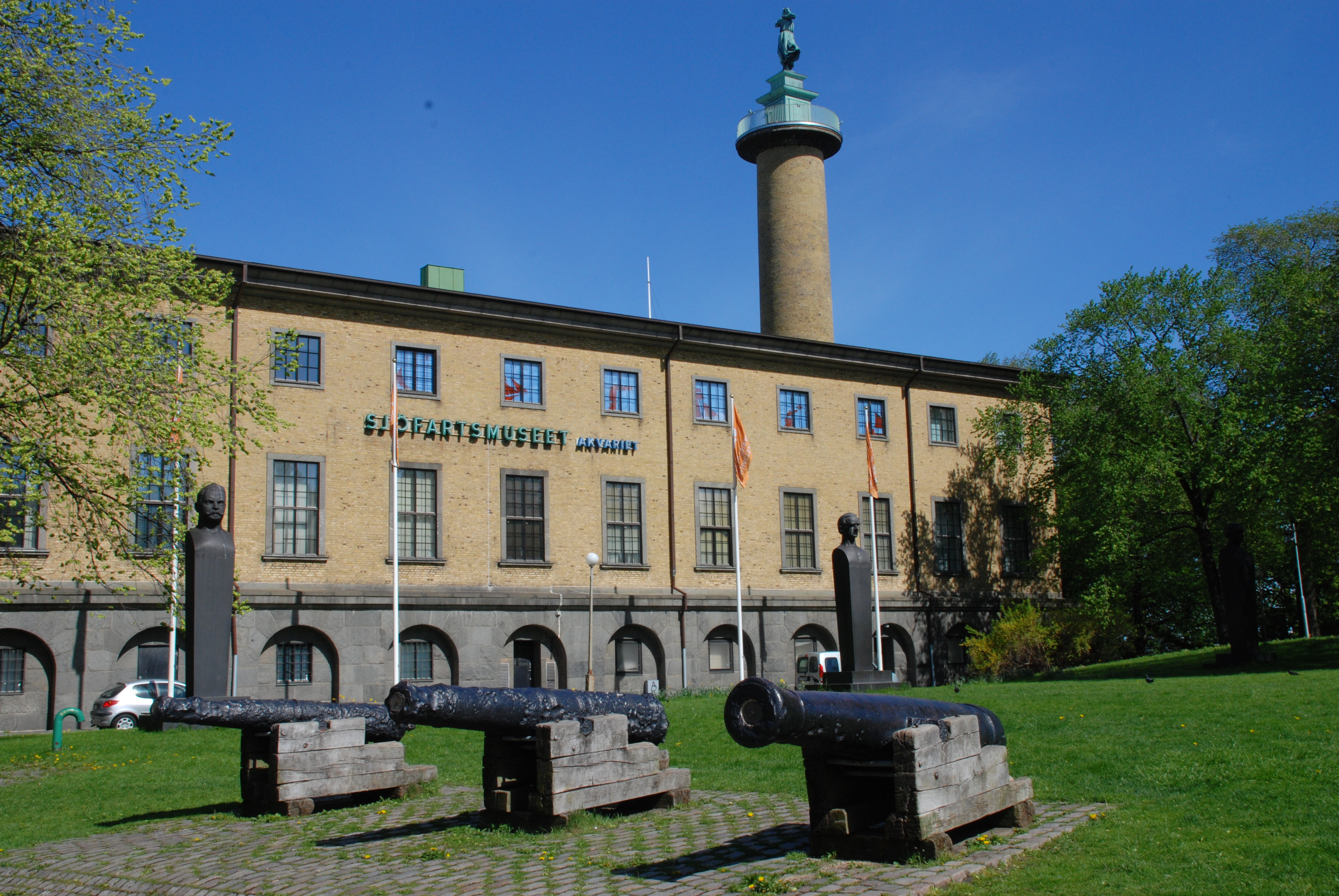
Gamla Varvsparken vid Sjöfartsmuseet före 2018

Barn leker i Gamla Varvsparken 1928

Gamla Varvsparken är en park vid Stigbergstorget i Majorna, Göteborg. Namnet syftar på Gamla Varvet, där parken anlades efter varvets upphörande. I parken byggdes Sjöfartsmuseet som stod klart 1933.

## Byster och monument
Större museala föremål som kanoner och ankare finns utställda i parken. Där finns också granitbyster av Erik Rafael-Rådberg och Arvid Bryth föreställande Fredrik Henrik af Chapman (1921), Dan Broström (1933), Wilhelm R. Lundgren (1946), Hugo Hammar (1949) och Oscar Kjellberg (1957).
1937 invigdes även Pennsylvaniamonumentet i parken som ett minne av den svenska koloniseringen av Nordamerika genom kolonin Nya Sverige.

### Avtäckningen av Chapmansstoden
Den 9 september 1921, på dagen tvåhundra år sedan Fredrik Henrik af Chapman föddes i Göteborg, avtäcktes Chapmanstoden i Gamla Varvsparken. En avdelning av Göta artilleriregementes musikkår under anförande av musikdirektör Löfgren fanns på plats, och vid 11.30-tiden anlände statsministern Oscar von Sydow med flera från invigningshögtidligheterna på Börsen. 
Under det att han lät täckelset falla, anförde statsministern:

Tvåhundra år ha i dag förflutit, sedan Fredrik Henrik af Chapman föddes i denna stad. Av engelsk börd som så mången annan märkesman i vår stad, räknade han dock Sverige som sitt rätta fosterland; åt Sverige ägnade han också sitt snille och sin arbetskraft. Här skall ej närmare utformas bilden av Chapmans livsgärning. Må det blott sägas, att med honom börjar ett nytt skede i det svenska skeppsbyggeriets historia, att hans namn är knutet till ett av den svenska flottans stoltaste minnen. Vid stranden av Göta älvs utlopp i Västerhavet nära den plats i födelsestaden, där Chapman en tid utövat sin konst, ha nu minnesgoda händer rest hans bild. Eftervärldens tacksamhet har sålunda givit inseglet på Chapmans ära och förtjänst. Må denna bild även inför kommande släkten vittna om hans verk.
Omedelbart efteråt dånade utifrån älven 15 salutskott från sjökadettfartygen Blenda, Skagul och Skuld och musiken spelade 'Kungl. Flottans paradmarsch'. Stadsfullmäktiges ordförande Karl Gustaf Karlsson nedlades en blomstergärd. För Svenska Flottan och för Sjökrigsskoleavdelningen frambar statsrådet Otto Lybeck och kommendörkapten F. Tamm kransar. Den Polytekniske Læreanstalt och Dansk Ingeniørforening representerades genom professor C. Hansen från Köpenhamn, och marindirektör Svendsen från Norsk Søfart i Kristiania bar fram en ståtlig krans. Högtidligheten avslutades med 'Bohuslänningarnas marsch'.